# Pavle Urankar
Pavle Urankar, slovenski zgodovinar, šolnik in strokovni pisec, * 28. junij 1902, Selce, Lukovica, † 20. marec 1991, Ljubljana.

## Življenje in delo
Rodil se je očetu kmetu Andreju in materi Mariji (roj. Rudolf).
Ljudsko šolo je obiskoval v Češnjicah (1909-11) in Kamniku (1911-14), gimnazijo pa v Zavodu svetega Stanislava v Šentvidu pri Ljubljani (1914–22). Nato je študiral zgodovino in zemljepis na FF v Beogradu in 1927 diplomiral. Zaposlen je bil kot pomožni asistent v bizantološkem seminarju na univerzi v Beogradu (1925–1927), kot suplent na gimnaziji v Slavonskem Brodu na Hrvaškem (1928-29) in na trgovski akademiji v Skopju (1929-30). Nato pa je služboval kot profesor v Sarajevu (1930–32), ter na Tehniški srednji šoli v Ljubljani (1932–45) in nazadnje na ekonomski srednji šoli v Ljubljani (1945–67).
Ukvarjal se je z raziskovanjem zgodovine in leta 1930 napisal knjižico Istorijski značaj grada Skoplja (COBISS).
Po vrnitvi v Slovenijo (1932) je svoja raziskovanja nadaljeval in napisal, mdr. knjigo Zgodovina trga Motnika in okraja (COBISS)
in številne članke za razne liste, zbornik Na bregovih Bistrice (1938). Napisal je učbenika: Zgodovina za 5., 6. in 7. razred dopisne osnovne šole (1969); Zgodovina za dopisne tehniške in druge srednje šole (1970) in skripta: Občni gospodarski zemljepis za srednje strok. šole (1938); skripta za pouk zgodovine na ekonomskih srednjih šolah (1946, do 1972 okoli 15 dopolnjenih izdaj); ter Zgodovina za ekonomske srednje šole (1961); Zgodovina za tehniške srednje šole (1962, 1978); Zgodovina za osnovne šole I. stopnje (1965) in II. stopnje (1967).